# Seznam pavilonů brněnského výstaviště
V areálu brněnského výstaviště se nachází celkem 18 pavilonů s výstavními halami a další budovy.
Téměř všechny pavilony vlastní a provozuje akciová společnost Veletrhy Brno. Výjimkou je bývalý pavilon D, v němž se dnes nachází VIDA! science centrum a jenž vlastní Jihomoravský kraj.

## Pavilony
| Název          | Obrázek                           | Galerie                                                                    | Vznik | Architekt                                                                                | Plocha hal v přízemí | Souřadnice                       | Poznámka                                                                  |
| -------------- | --------------------------------- | -------------------------------------------------------------------------- | ----- | ---------------------------------------------------------------------------------------- | -------------------- | -------------------------------- | ------------------------------------------------------------------------- |
| Pavilon A      | Pavilon A                         | Kategorie „Pavilion A (Brno Exhibition Grounds)“ na Wikimedia Commons      | 1928  | Josef Kalous Jaroslav Valenta                                                            | 8 029 m²             | 49°52′20″ s. š., 15°59′26″ v. d. | Dříve Obchodně průmyslový palác                                           |
| Pavilon AVU    | Pavilon AVU                       | Kategorie „Pavilion AVU (Brno Exhibition Grounds)“ na Wikimedia Commons    | 1929  | Josef Gočár                                                                              |                      |                                  |                                                                           |
| Pavilon B      | Pavilon B                         | Kategorie „Pavilion B (Brno Exhibition Grounds)“ na Wikimedia Commons      | 1958  | Zdeněk Alexa Antonín Nutz                                                                | 6 791 m²             | 49°11′8″ s. š., 16°34′57″ v. d.  |                                                                           |
| Pavilon Brno   | Pavilon Brno                      | Kategorie „Pavilion Brno (Brno Exhibition Grounds)“ na Wikimedia Commons   | 1928  | Bohuslav Fuchs                                                                           |                      | 49°11′16″ s. š., 16°35′8″ v. d.  | Též Pavilon města Brna                                                    |
| Pavilon C      | Pavilon C                         | Kategorie „Pavilion C (Brno Exhibition Grounds)“ na Wikimedia Commons      | 1959  | Miloš Matiovský Zdeněk Valenta Ferdinand Lederer Jiří Valenta                            | 3 049 m²             | 49°11′11″ s. š., 16°34′51″ v. d. |                                                                           |
| Pavilon D      | Pavilon D / VIDA! science centrum | Kategorie „VIDA! science centrum“ na Wikimedia Commons                     | 1959  |                                                                                          | 4 600 m²             | 49°11′11″ s. š., 16°34′51″ v. d. | Nyní sídlo VIDA! science centrum                                          |
| Pavilon E      | Pavilon E                         | Kategorie „Pavilion E (Brno Exhibition Grounds)“ na Wikimedia Commons      | 1991  |                                                                                          | 5 286 m²             | 49°11′7″ s. š., 16°34′51″ v. d.  |                                                                           |
| Pavilon F      | Pavilon F                         | Kategorie „Pavilion F (Brno Exhibition Grounds)“ na Wikimedia Commons      | 2002  |                                                                                          | 7 788 m²             | 49°11′19″ s. š., 16°34′41″ v. d. |                                                                           |
| Pavilon G      | Pavilon G                         | Kategorie „Pavilion G (Brno Exhibition Grounds)“ na Wikimedia Commons      | 1928  | Bohumír Čermák                                                                           | 10 106 m²            | 49°11′23″ s. š., 16°34′42″ v. d. | Dříve Pavilon Brněnských výstavních trhů či Obchodně živnostenský pavilon |
| Pavilon H      | Pavilon H                         | Kategorie „Pavilion H (Brno Exhibition Grounds)“ na Wikimedia Commons      | 1956  | Evžen Šteflíček                                                                          | 1 438 m²             | 49°11′23″ s. š., 16°34′51″ v. d. |                                                                           |
| Pavilon M      | Pavilon M                         | Kategorie „Pavilion M (Brno Exhibition Grounds)“ na Wikimedia Commons      | 1978  |                                                                                          | 110 m²               | 49°11′16″ s. š., 16°34′42″ v. d. |                                                                           |
| Pavilon Morava | Pavilon Morava                    | Kategorie „Pavilion Morava (Brno Exhibition Grounds)“ na Wikimedia Commons | 1928  | Vlastislav Chroust                                                                       | –                    | 49°11′14″ s. š., 16°35′6″ v. d.  | Též Pavilon země Moravy                                                   |
| Pavilon O      | Pavilon O                         | Kategorie „Pavilion O (Brno Exhibition Grounds)“ na Wikimedia Commons      |       |                                                                                          |                      |                                  |                                                                           |
| Pavilon P      | Pavilon P                         | Kategorie „Pavilion P (Brno Exhibition Grounds)“ na Wikimedia Commons      | 2009  | Jaroslav Dokoupil et al.                                                                 | 15 085 m²            | 49°11′18″ s. š., 16°34′30″ v. d. |                                                                           |
| Pavilon UMPRUM | Pavilon UMPRUM                    | Kategorie „Pavilion UMPRUM (Brno Exhibition Grounds)“ na Wikimedia Commons |       |                                                                                          |                      |                                  |                                                                           |
| Pavilon V      | Pavilon V                         | Kategorie „Pavilion V (Brno Exhibition Grounds)“ na Wikimedia Commons      | 2000  | Jaroslav Dokoupil et al.                                                                 | 12 020 m²            | 49°11′19″ s. š., 16°34′49″ v. d. |                                                                           |
| Pavilon Y      | Pavilon Y                         | Kategorie „Pavilion Y (Brno Exhibition Grounds)“ na Wikimedia Commons      | 1957  |                                                                                          | 4 592 m²             | 49°11′14″ s. š., 16°34′45″ v. d. |                                                                           |
| Pavilon Z      | Pavilon Z                         | Kategorie „Pavilion Z (Brno Exhibition Grounds)“ na Wikimedia Commons      | 1959  | Zdeněk Denk Zdeněk Pospíšil Milan Steinhauser Zdeněk Alexa Ferdinand Lederer Jiří Špaček | 4 592 m²             | 49°11′22″ s. š., 16°34′31″ v. d. |                                                                           |

## Další budovy
| Název              | Obrázek            | Galerie                                                 | Vznik            | Architekt                                  | Souřadnice                       | Poznámka                 |
| ------------------ | ------------------ | ------------------------------------------------------- | ---------------- | ------------------------------------------ | -------------------------------- | ------------------------ |
| Bauerův zámeček    | Bauerův zámeček    | Kategorie „Bauer Mansion“ na Wikimedia Commons          | pol. 19. století |                                            | 49°11′12″ s. š., 16°34′41″ v. d. |                          |
| Kongresové centrum | Kongresové centrum | Kategorie „Congress centre (Brno)“ na Wikimedia Commons | 1991             | Petr Uhlíř Antonín Odvárka Radomil Harazím | 49°11′21″ s. š., 16°35′6″ v. d.  |                          |
| Veletržní kino     | Veletržní kino     | Kategorie „Veletržní kino (Brno)“ na Wikimedia Commons  | 1928             | Emil Králík                                | 49°11′21″ s. š., 16°34′57″ v. d. | Kino – divadlo – kavárna |

## Zaniklé pavilony
| Název                      | Obrázek | Galerie | Vznik     | Zánik                | Architekt               | Souřadnice                       | Poznámka                                            |
| -------------------------- | ------- | ------- | --------- | -------------------- | ----------------------- | -------------------------------- | --------------------------------------------------- |
| Pavilon F                  |         |         | 1956      |                      | Evžen Šteflíček         |                                  |                                                     |
| Pavilon K                  |         |         | 1963      | 2017                 | Antonín Ševčík          | 49°11′14″ s. š., 16°34′38″ v. d. |                                                     |
| Pavilon L                  |         |         | 1961      | 2008                 | Josef Luc               | 49°11′16″ s. š., 16°34′35″ v. d. | Původně Pavilon K1                                  |
| Pavilon národního školství |         |         | 1928      | 50. léta 20. století |                         |                                  |                                                     |
| Pavilon O                  |         |         | 1928      |                      |                         |                                  |                                                     |
| Pavilon P                  |         |         | 1966      | 2008                 | Zdeněk Denk Jiří Mikšík | 49°11′19″ s. š., 16°34′28″ v. d. | Původní pavilon předcházející současnému Pavilonu P |
| Pavilon R                  |         |         | 1965–1966 | 2010                 | Zdeněk Denk Jiří Mikšík | 49°11′25″ s. š., 16°34′26″ v. d. |                                                     |
| Pavilon Transporta         |         |         |           |                      |                         |                                  |                                                     |
| Pavilon Vítkovice          |         |         | 1986      | 2001                 |                         |                                  |                                                     |
| Pavilon Werkbund           |         |         |           |                      |                         |                                  |                                                     |
| Pavilon X                  |         |         | 1961      | 2008                 | Antonín Ševčík          | 49°11′18″ s. š., 16°34′33″ v. d. |                                                     |